# ویلم دفو
ویلیام جیمز دفو (انگلیسی: William James Dafoe؛ زادهٔ ۲۲ ژوئیهٔ ۱۹۵۵) بازیگر آمریکایی است. او جوایز مختلفی از قبیل جام ولپی بهترین بازیگر مرد را کسب کرده و همچنین نامزد دریافت چهار جایزهٔ اسکار، چهار جایزهٔ گلدن گلوب و یک جایزهٔ فیلم بفتا بوده‌است.
دفو یکی از اعضای اولیهٔ کمپانی تئاتر تجربی د وستر گروپ بود و فعالیت سینمایی خود را در وسترن دروازهٔ بهشت آغاز کرد اما نقش او در این فیلم حذف شد. دفو نقش اصلی فیلم موتورسواری بی‌عشق (۱۹۸۲) را بر عهده داشت و سپس نقش اصلی آنتاگونیست فیلم‌های خیابان‌های آتشین (۱۹۸۴) و زیستن و مردن در لس آنجلس (۱۹۸۵) را ایفا کرد. او برای بازی در فیلم جوخه (۱۹۸۶) نامزد دریافت جایزهٔ اسکار شد. در سال ۱۹۸۸، دفو در میسیسیپی می‌سوزد ایفای نقش کرد و همچنین نقش عیسی را در فیلم آخرین وسوسه مسیح به تصویر کشید؛ این دو فیلم در آن زمان جنجالی بودند. او برای به تصویر کشیدن ماکس شرک در فیلم ترسناک سایه خون‌آشام (۲۰۰۰) بار دیگر نامزد دریافت جایزهٔ اسکار شد.
دفو نقش نورمن آزبورن / گرین گابلین را در فیلم ابرقهرمانی مرد عنکبوتی (۲۰۰۲) و دنباله‌هایش مرد عنکبوتی ۲ (۲۰۰۴) و مرد عنکبوتی ۳ (۲۰۰۷) ایفا کرد. او این نقش را در مرد عنکبوتی: راهی به خانه نیست (۲۰۲۱) بازآفرینی کرد و به‌دلیل طولانی‌ترین حضور یک ابرشرور لایواکشن مارول نامش در رکوردهای جهانی گینس ثبت شد. او در فیلم‌های روزی روزگاری در مکزیک (۲۰۰۳)، تریپل اکس: دولت متحد (۲۰۰۵) و تعطیلات مستر بین (۲۰۰۷) نقش افراد شرور را ایفا کرد. دفو برای نقش‌آفرینی در فیلم‌های پروژه فلوریدا (۲۰۱۷) و بر دروازه ابدیت (۲۰۱۸) بار دیگر نامزد دریافت جایزهٔ اسکار شد.

## اوایل زندگی
دفو در اپلتون، ویسکانسین به دنیا آمد. وی یکی از هفت فرزند خانواده بود. دفو در سال ۲۰۰۹ گفت: «پنج خواهرم من را بزرگ کردند چون پدرم جراح بود و مادرم پرستار و من هیچ‌کدام از آن‌ها را زیاد نمی‌دیدم.» در دبیرستان ویلم لقب او شد. اجداد پدری او فرانسوی-کانادایی، سوئیسی و انگلیسی و اجداد مادری وی آلمانی، ایرلندی و اسکاتلندی هستند. او یکبار از دبیرستان به خاطر ساختن یک فیلم پورنوگرافی اخراج شد.

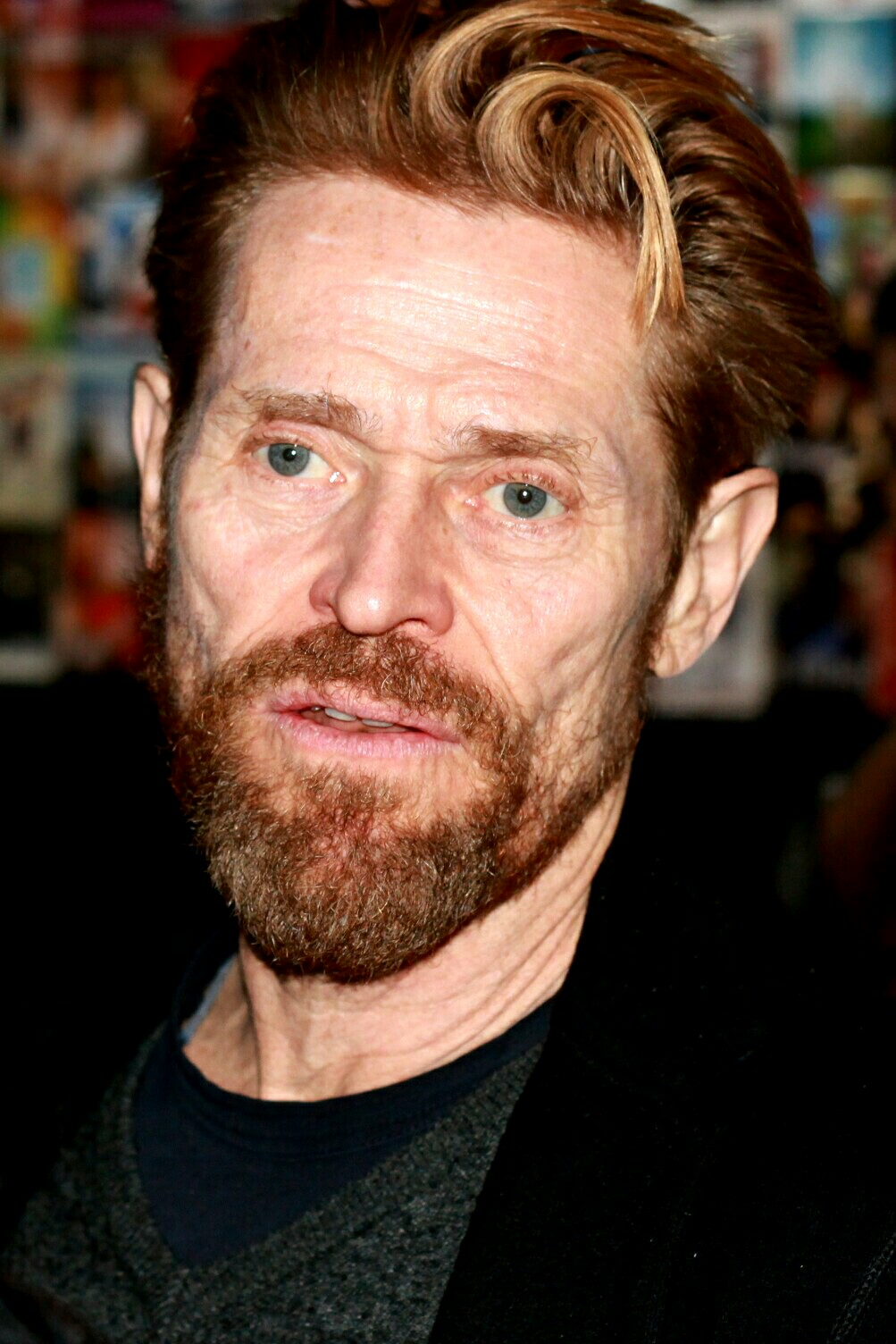
دفو در سال ۲۰۱۷

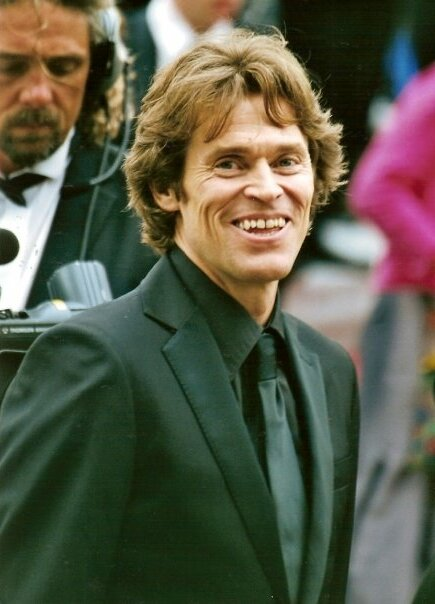
دفو در جشنواره فیلم کن ۲۰۰۵

او در دانشگاه ویسکانسین در میلواکی نمایش‌نامه‌نویسی خواند اما پس از یک سال و نیم آنجا را ترک کرد و به گروه تئاتر آزمایشی تئاتر اکس (به انگلیسی: Theatre X) در میلواکی، ویسکانسین پیوست. پس از آن در سال ۱۹۷۶ به نیویورک رفت. در آنجا تحت تعلیم ریچارد شکنر مدیر گروه تئاتر آوانگارد پرفورمنس گروپ (به انگلیسی: The Performance Group) قرار گرفت و در آنجا با الیزابت کمپ آشنا و با وی وارد روابط عاطفی شد. الیزابت و شریک احساسی پیشینش اسپالدینگ گری به تدریج شکنر را از گروه بیرون راندند و گروه ووستر (به انگلیسی: The Wooster Group) را تشکیل دادند. در عرض یک سال دفو عضو گروه شد.

## فیلم‌شناسی
| سال  | عنوان فیلم                      | نقش                                      | توضیحات |
| ---- | ------------------------------- | ---------------------------------------- | --- |
| ۱۹۸۰ | دروازه بهشت                     | ویلی                                     | |
| ۱۹۸۲ | بی‌عشق                           | ونس                                      | |
| ۱۹۸۳ | گرسنگی                          | جوان داخل غرفه تلفن                      | |
| ۱۹۸۴ | خیابان‌های آتشین                 | ریون شدوک                                | |
| ۱۹۸۵ | جاده خانه ۶۶                    |                                          | |
| ۱۹۸۵ | برای زندگی و مرگ                | اریک «ریک» مستر                          | |
| ۱۹۸۶ | جوخه                            | گروهبان گوردون الیاس                     | نامزد اسکار بهترین بازیگر نقش مکمل مرد |
| ۱۹۸۸ | خارج از حد                      |                                          | |
| ۱۹۸۸ | آخرین وسوسه مسیح                | مسیح                                     | |
| ۱۹۸۸ | میسیسیپی می‌سوزد                 | مامور آلن ادوارد                         | |
| ۱۹۸۹ | پیروزی روح                      | سالامو آروش                              | |
| ۱۹۸۹ | متولد چهارم ژوئیه               | چارلی                                    | |
| ۱۹۹۰ | گریان                           | نگهبان                                   | |
| ۱۹۹۰ | از ته دل وحشی                   | بابی پرو                                 | |
| ۱۹۹۱ | پرواز مزاحم                     | فرمانده نیروی دریایی، ویرجیل «تایگر» کول | |
| ۱۹۹۲ | خواب سبک                        | ژان لتور                                 | |
| ۱۹۹۲ | شن‌های سفید                      | معاون کلانتر، ری دولزال                  | |
| ۱۹۹۳ | مجموعه شواهد                    | فرانک دولانی                             | |
| ۱۹۹۳ | خیلی دور، خیلی نزدیک            | امیت فلستی                               | |
| ۱۹۹۴ | تام و ویو                       | تی. اس. الیوت                            | |
| ۱۹۹۴ | تهدید فوری و آشکار              | جان کلارک                                | |
| ۱۹۹۴ | شب و لحظه                       |                                          | |
| ۱۹۹۶ | پیروزی                          | اکسل هیست                                | |
| ۱۹۹۶ | باسکیت                          | برقکار                                   | |
| ۱۹۹۶ | بیمار انگلیسی                   | دیوید کاراواجیو                          | |
| ۱۹۹۷ | سرعت ۲: کنترل سفر دریایی        | جان گیگر                                 | |
| ۱۹۹۷ | رنج                             | رولف وایتهاوس                            | |
| ۱۹۹۸ | لولو روی پل                     | دکتر ون هورن                             | |
| ۱۹۹۸ | هتل جدید رز                     | ایکس                                     | |
| ۱۹۹۹ | اگزیستنز                        | گس                                       | |
| ۱۹۹۹ | قدیسان بوندوک                   | نماینده پاول اسمکر                       | |
| ۲۰۰۰ | روانی آمریکایی                  | دونالد کیمبال                            | |
| ۲۰۰۰ | کارخانه حیوانات                 | ارل کوپن                                 | |

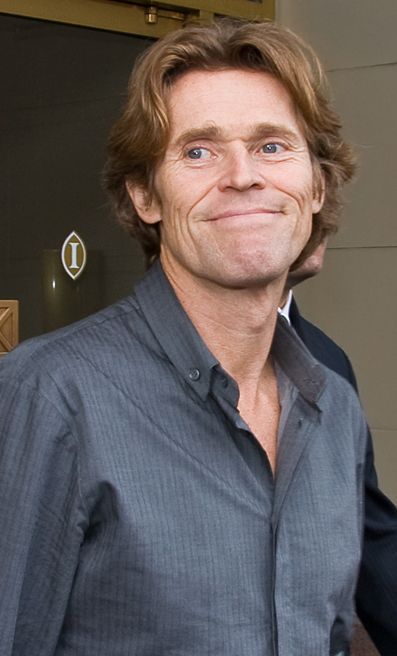
دفو در جشنواره بین‌المللی فیلم تورنتو ۲۰۰۹

| ۲۰۰۰ | سایه خون‌آشام                    | ماکس شرک                                 | نامزد اسکار بهترین بازیگر نقش مکمل مرد بهترین بازیگر مکمل مرد انجمن منتقدان فیلم لس آنجلس                                                   |
| ۲۰۰۱ | غرفه زنان                       |                                          | |
| ۲۰۰۱ | حدود پروردگار                   |                                          | |
| ۲۰۰۲ | مرد عنکبوتی                     | نورمن آزبورن / گرین گابلین               | جایزه بهترین بازیگر مکمل مرد حلقه منتقدان فیلم نیویورک                                                                                      |
| ۲۰۰۲ | فوکوس خودکار                    | جان هنری کارپنتر                         | |
| ۲۰۰۳ | در جستجوی نمو                   | جیل (صداپیشه)                            | |
| ۲۰۰۳ | روزی روزگاری در مکزیک           | آرماندو باریلو                           | |
| ۲۰۰۳ | تسویه حساب                      | مارتین                                   | |
| ۲۰۰۴ | پاکسازی                         | آرنولد مک                                | |
| ۲۰۰۴ | مرد عنکبوتی ۲                   | نورمن آزبورن / گرین گابلین               | |
| ۲۰۰۴ | جیمینی گلیک در لالاوود          | ویلم دفو                                 | |
| ۲۰۰۴ | زندگی در آب با استیو زیسو       | کلاوس دایملر                             | |
| ۲۰۰۴ | کنترل                           | دکتر مایکل کوپلند                        | |
| ۲۰۰۴ | هوانورد                         | رولند سوییت                              | |
| ۲۰۰۵ | مندرلی                          | آقای مولیگان                             | |
| ۲۰۰۵ | تریپل اکس: دولت متحد            | ژنرال جرج دکرت                           | |
| ۲۰۰۵ | قبل از اینکه اسم داشته باشد     | لسلی                                     | |
| ۲۰۰۵ | ریپلی زیرزمین                   | نیل مورچیسون                             | |
| ۲۰۰۶ | رؤیاهای آمریکایی                | رئیس ستاد                                | |
| ۲۰۰۶ | نفوذی                           | کاپیتان جان داریوس                       | |
| ۲۰۰۶ | پاریس، دوستت دارم               | کابوی                                    | |
| ۲۰۰۷ | واکر                            | لری لاکنر                                | |
| ۲۰۰۷ | تعطیلات مستر بین                | کارسون کلی                               | |
| ۲۰۰۷ | مرد عنکبوتی ۳                   | نورمن آزبورن / گرین گابلین               | |
| ۲۰۰۷ | حکایت دریای زمین                | کاب (صداپیشه)                            | دوبلهٔ انگلیسی |
| ۲۰۰۷ | برو برو قصه‌ها                   | ری رابی                                  | |
| ۲۰۰۷ | آنامورف                         |                                          | |
| ۲۰۰۸ | کرم‌های شب‌تاب باغ                | چارلز ویشتر                              | |
| ۲۰۰۸ | آدام زنده‌شد                     | فرمانده کلین                             | |
| ۲۰۰۸ | غبار زمان                       | الف                                      | |
| ۲۰۰۹ | ضدمسیح                          | او / روباه                               | |
| ۲۰۰۹ | وداع                            |                                          | |
| ۲۰۰۹ | پسرم، پسرم، چه کرده‌ای؟          | کارآگاه هیونهورست                        | |
| ۲۰۰۹ | شکنندگان روز                    | لیونل «الویس» کورماک                     | |
| ۲۰۰۹ | آقای فاکس شگفت انگیز            | موش (صداپیشه)                            | |
| ۲۰۰۹ | قدیسان بوندوک ۲: روز همه مقدسین | گاونر پورل                               | |
| ۲۰۰۹ | سیرک عجایب: دستیار یک شبح       | گاونر پورل                               | |
| ۲۰۱۰ | میرال                           | ادی                                      | |
| ۲۰۱۰ | یک زن                           | مکس اولیور                               | |
| ۲۰۱۱ | ساعت ۴:۴۴ آخرین روز زمین        | سیسکو                                    | |
| ۲۰۱۱ | شکارچی                          | مارتین دیوید                             | |
| ۲۰۱۲ | جان کارتر                       | تارس تارکاس (صداپیشه)                    | |
| ۲۰۱۲ | فردا تو رفتی                    |                                          | |
| ۲۰۱۳ | توماس عجیب                      | ویات پورتر                               | |
| ۲۰۱۳ | خارج از کوره                    | جان پتی                                  | |
| ۲۰۱۳ | نیمفومانیاک                     | اِل                                       | |
| ۲۰۱۴ | تحت تعقیب‌ترین مرد               | تامی برو                                 | |
| ۲۰۱۴ | هتل بزرگ بوداپست                | جی. جی. جوپلینگ                          | |
| ۲۰۱۴ | سرزمین بد                       |                                          | |
| ۲۰۱۴ | بخت پریشان                      | پیتر ون هوتن                             | |
| ۲۰۱۴ | پازولینی                        | پیر پائولو پازولینی                      | |
| ۲۰۱۴ | جان ویک                         | مارکوس                                   | |
| ۲۰۱۵ | دوست هندوی من                   | دیگو فیرمن                               | |
| ۲۰۱۶ | قانون جنگل                      | مد داگ                                   | |
| ۲۰۱۶ | در جستجوی دوری                  | جیل (صداپیشه)                            | |
| ۲۰۱۶ | مرد خانواده                     |                                          | |
| ۲۰۱۶ | دیوار بزرگ                      | بالارد                                   | |
| ۲۰۱۷ | پروژه فلوریدا                   | بابی هیکس                                | - نامزد اسکار بهترین بازیگر نقش مکمل مرد - بهترین بازیگر مکمل مرد حلقه منتقدان فیلم نیویورک - جایزه بهترین بازیگر مکمل مرد هیئت ملی بازبینی |
| ۲۰۱۷ | چه بر سر دوشنبه آمده؟           | ترنس ستمن                                | |
| ۲۰۱۷ | دفتر مرگ                        | ریوک (صداپیشه)                           | |
| ۲۰۱۷ | لیگ عدالت                       | نیودیس ولکو                              | لیگ عدالت زک اسنایدر |
| ۲۰۱۷ | قتل در قطار سریع‌السیر شرق       | گرهارد هاردمن                            | |
| ۲۰۱۷ | قطعه موسیقی صفر                 |                                          | |
| ۲۰۱۸ | بر دروازه ابدیت                 | ونسان ون گوگ                             | نامزد اسکار بهترین بازیگر نقش اول مرد برنده جایزه جام ولپی بهترین بازیگر مرد جشنواره ونیز                                                   |
| ۲۰۱۸ | وکس لوکس                        | راوی (صداپیشه)                           | |
| ۲۰۱۸ | آکوامن                          | نیودیس ولکو                              | |
| ۲۰۱۹ | پرندگان از پر                   |                                          | |
| ۲۰۱۹ | فانوس دریایی                    | توماس ویک                                | |
| ۲۰۱۹ | عشق آنتوشا                      | خودش                                     | مستند |
| ۲۰۱۹ | توماسو                          | توماسو                                   | |
| ۲۰۱۹ | بروکلین بی‌مادر                  | پل راندولف                               | |
| ۲۰۱۹ | توگو                            | لئونارد سپ                               | |
| ۲۰۲۰ | آخرین چیزی که او می‌خواست        | ریچارد مک ماهون                          | |
| ۲۰۲۰ | سیبری                           |                                          | |
| ۲۰۲۱ | لیگ عدالت زک اسنایدر            | نیودیس ولکو                              | |
| ۲۰۲۱ | گزارش فرانسوی                   |                                          | |
| ۲۰۲۱ | شمارنده کارت                    |                                          | |
| ۲۰۲۱ | مرد عنکبوتی: راهی به خانه نیست  | نورمن آزبورن/گرین گابلین                 | |
| ۲۰۲۱ | کوچه کابوس                      | کلم هواتی                                | |
| ۲۰۲۲ | مرد شمالی                       |                                          | |
| ۲۰۲۲ | مردن برای یک دلار               |                                          | |
| ۲۰۲۳ | درون                            | نمو                                      | |
| ۲۰۲۳ | استروید سیتی                    | سالتزبورگ کایتل                          | |
| ۲۰۲۳ | بیچارگان                        | دکتر گادوین باکستر                       | |
| ۲۰۲۳ | سرانجام سپیده‌دم                 | روفوس پریوری                             | |
| ۲۰۲۳ | روزهای فروشگاه حیوانات          | فرنسیس                                   | |
| ۲۰۲۳ | دختر عجیب                       | واکر رید                                 | |
| ۲۰۲۳ | پسر و مرغ ماهی‌خوار              | پلیکان نجیب                              | صداپیشه؛ دوبله انگلیسی |
| ۲۰۲۴ | بیتل‌جوس ۲                       |                                          | |
| ۲۰۲۴ | نوسفراتو                        | پروفسور آلبین ابرهارت فون فرانتس         | |
| TBA  | افسانه اوچی                     | ماکسیم                                   | |
| TBA  | انواع مهربانی                   |                                          | |
| TBA  | تروپیکو                         | ریموند سانز                              | |
| TBA  | طرح فنیقی                       |                                          | |

| به آثاری اشاره دارد که در حال حاضر منتشر نشده‌اند | به آثاری اشاره دارد که در حال حاضر منتشر نشده‌اند |

| سال         | عنوان فیلم | نقش                         | توضیحات |
| ----------- | ---------- | --------------------------- | ------- |
| ۱۹۹۷ و ۲۰۱۴ | سیمپسون‌ها  | فرمانده/آقای لاسن (صداپیشه) | ۲ قسمت  |

| سال  | عنوان بازی                        | صداپیشه نقش              | توضیحات                                             |
| ---- | --------------------------------- | ------------------------ | --------------------------------------------------- |
| ۲۰۰۲ | مرد عنکبوتی                       | نورمن آزبورن/گرین گابلین |                                                     |
| ۲۰۰۳ | در جستجوی نمو                     | جیل                      |                                                     |
| ۲۰۰۳ | جیمز باند ۰۰۷: همه چیز یا هیچ چیز | نیکلای دیاوولو           |                                                     |
| ۲۰۱۳ | ماورا: دو روح                     | نیتن داوکینز             | نامزد بهترین صداپیشگی جوایز بازی های ویدئویی اسپایک |
| ۲۰۲۱ | دوازده دقیقه                      | پلیس / پدر               |                                                     |